# The Village Voice
The Village Voice foi um jornal independente de Nova Iorque, Estados Unidos, conhecido por ser o primeiro periódico alternativo do país. Fundado em 1955 por Dan Wolf, Ed Fancher e Norman Mailer, o semanário começou como uma plataforma para a comunidade criativa nova-iorquina. Ao longo de seus 66 anos de publicação, The Village Voice recebeu três prêmios Pulitzer (em 1981, 1986 e 2000), o National Press Foundation Award e o George Polk Award. Vários escritores e artistas contribuíram com o The Village Voice, incluindo o escritor Ezra Pound, a cartunista Lynda Barry e os críticos de arte Robert Christgau, Andrew Sarris e J. Hoberman.
Após interromper a publicação impressa em 2017, o Voice forneceu cobertura diária em seu site até 31 de agosto de 2018 apenas em formato virtual, quando anunciou que cessaria a produção de novo conteúdo editorial. The Voice continua com um website ativo com a publicação de conteúdos que se relacionavam com eventos atuais. Em 23 de dezembro de 2020 o editor R.C. Baker anunciou que o jornal publicaria novos artigos online e uma edição impressa trimestral. Em janeiro de 2021, nova histórias originais começaram a ser publicadas novamente no website. Uma edição de primavera foi publicada em abril de 2021.

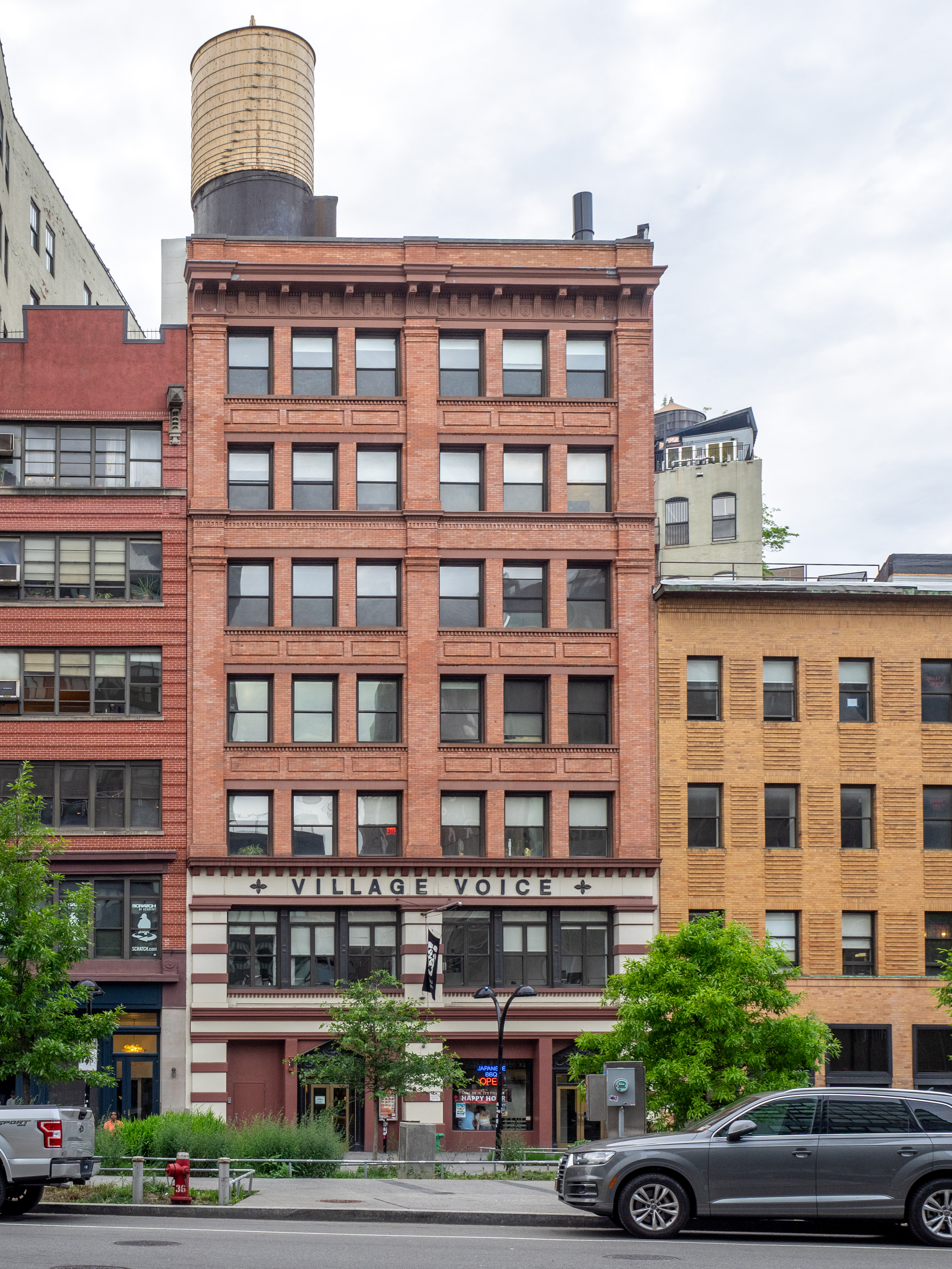
Escritórios do jornal em Cooper Square

## História
The Village Voice foi fundado por Ed Fancher, Dan Wolf and Norman Mailer em 26 de outubro de 1955 em Greenwich Village.

The Voice publicou investigações sobre a cidade de Nova York assim como reportagens sobre a política nacional. Também mostrou a vasta cena cultural de Nova York, criando resenhas sobre arte, cultura, música, dança, filme e teatro. The Village era a junção entre o jornalismo e o entretenimento.

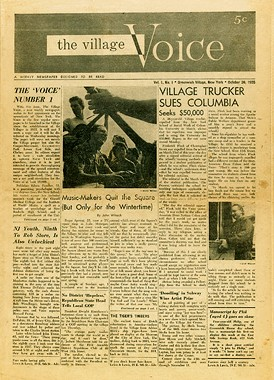
Capa do Jornal The Village Voice 1955